# Pierre-Lambert Goossens
Pierre-Lambert Goossens (ur. 18 lipca 1827 w Perk, zm. 25 stycznia 1906 w Mechelen) – belgijski duchowny katolicki, arcybiskup Mechelen i prymas Belgii, kardynał.
Święcenia kapłańskie otrzymał 21 grudnia 1850. W latach 1851–1858 pracował w jako profesor pedagogiki w seminarium w Mechelen, a następnie pełnił funkcje wiceproboszcza katedry i sekretarza arcybiskupa i archidiecezji. W 1860 został kanonikiem honorowym, a w 1880 prałatem.

## Życiorys
1 czerwca 1883 został mianowany biskupem koadiutorem Namur z prawem następstwa, a także biskupem tytularnym Abdera. Konsekrowany w Malines przez biskupa Brugii Jean-Josepha Faicta. 16 lipca tego samego roku przejął sukcesję w Namur, a 24 marca 1884 został przeniesiony na siedzibę prymasowską w Mechelen. Na konsystorzu z 24 maja 1889 kreowany kardynałem prezbiterem Santa Croce in Gerusalemme. Był uczestnikiem konklawe 1903. Pochowany został w rodzinnym miasteczku.